# Zeeuws mes

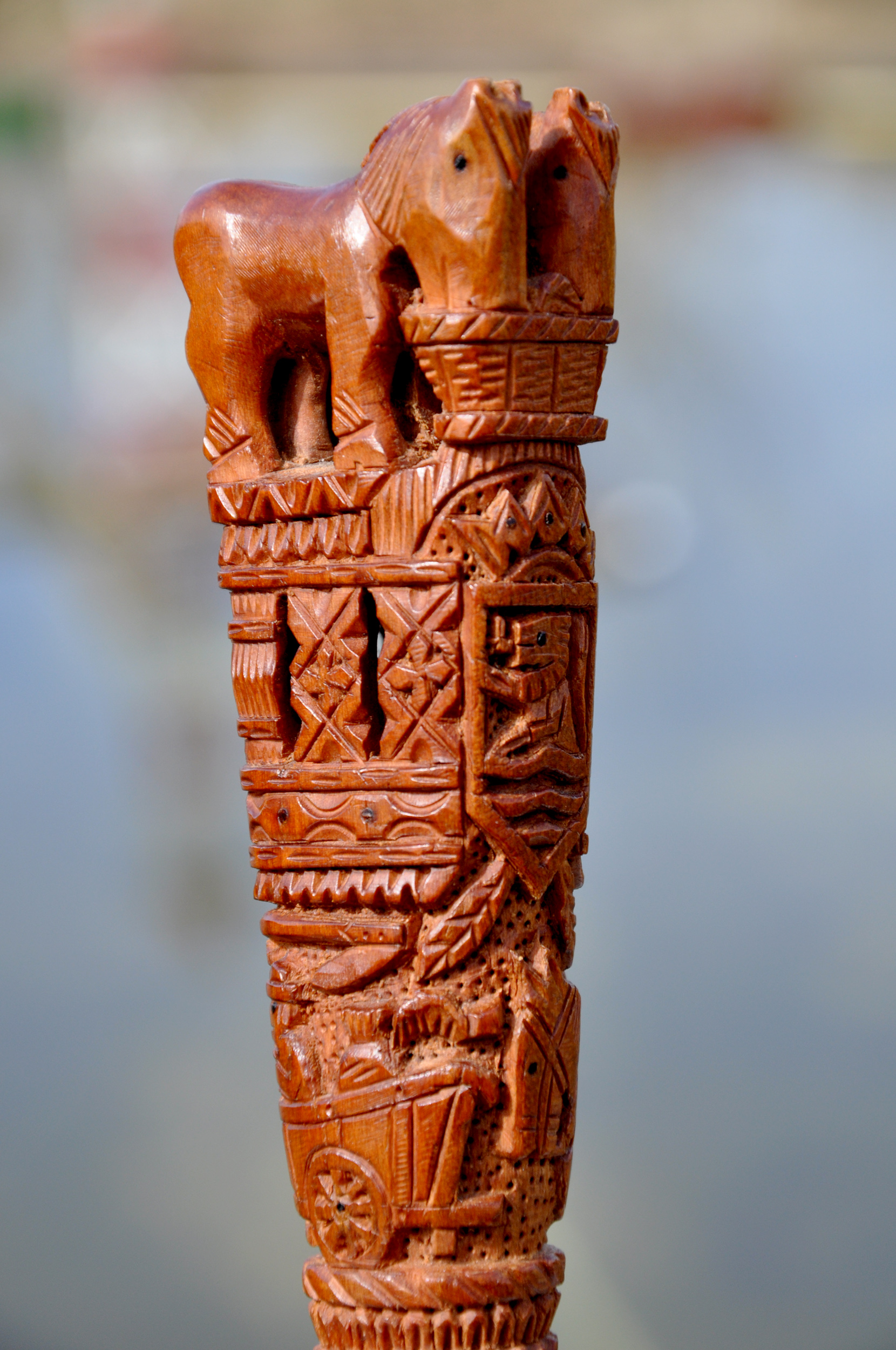
Zeeuws mes, houten snijwerk

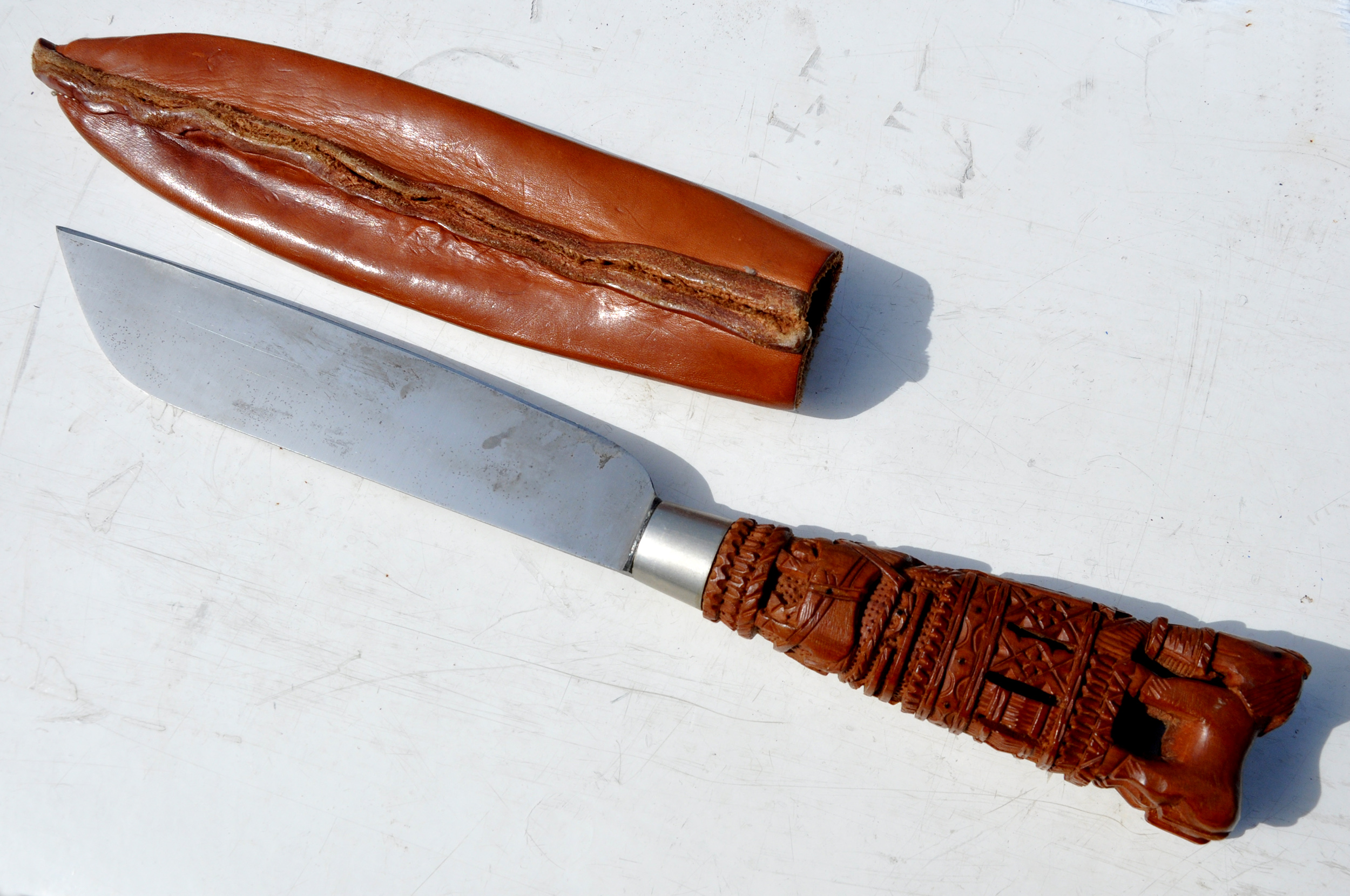
Zeeuws mes met houder

Een Zeeuws mes, boerenzakmes of paeremes (paardenmes) is een attribuut dat door mannen werd gedragen die in bepaalde Zeeuwse klederdrachten waren gekleed.
Het paeremes werd vooral gedragen door de Walcherse en Zuid-Bevelandse boeren, en evenzeer hoorde het bij de Axelse klederdracht.
Het was geen knipmes, maar een werkmes dat de boer altijd bij zich had. Het mes had een heft van palmhout/perenhout dat met houtsnijwerk versierd was. Aanvankelijk betrof het Bijbelse voorstellingen, terwijl later ook voorstellingen uit het boerenleven werden gebezigd. Bovenop (de bekroning) was meestal een paard of een stel paarden afgebeeld, vandaar de naam paeremes.
Het mes werd gedragen in een langwerpige zak die in de zijnaad van de broek was genaaid. Het fraai bewerkte heft stak er goed zichtbaar bovenuit, want het mes was ook bedoeld om ermee te pronken.